# Otsubo Hirokazu
Hirokazu Otsubo (sinh ngày 7 tháng 12 năm 1979) là một cầu thủ bóng đá người Nhật Bản.

## Sự nghiệp câu lạc bộ
Hirokazu Otsubo đã từng chơi cho Otsuka Pharmaceutical, Sagawa Express Osaka, Ehime FC và Sagawa Printing.